# Judeus na Venezuela
A História dos Judeus na Venezuela data de meados do século XVII, quando os registros sugerem que grupos de marranos (descendentes espanhóis e portugueses de judeus batizados suspeitos de adesão secreta ao judaísmo) viviam em Tucacas, Caracas e Maracaibo. A comunidade judaica, no entanto, não se estabeleceu na Venezuela até meados do século XIX. Desde que Hugo Chávez assumiu o poder em 1999, existia tensão entre o governo e a população judaica, que viu um grande número de pessoas emigrar.

## Século XIX
Na virada do século XIX, a Venezuela estava lutando contra o Império Espanhol em guerras de independência e Simón Bolívar, célebre como libertador da Venezuela, encontrou refúgio e apoio material para seu exército nas casas dos judeus de Curaçao. O Cemitério Judaico de Coro é o mais antigo cemitério judeu em uso contínuo nas Américas.

## Século XX
Em 1907, a Sociedade Israelita Benéfica, que se tornou a Associação Israelita da Venezuela em 1919, foi criada como uma organização para reunir os judeus que estavam espalhados por todo o país. A oração judaica e os cultos de feriados aconteceram em pequenas casas de Caracas e cidades como Los Teques e La Guaira. Em 1917, o número de cidadãos judeus aumentou para 475 e para 882 em 1926. Nos anos 1920 e 1930, a comunidade judaica começou a se desenvolver com a chegada dos judeus do norte da África e do leste europeu.
Em 1939, os barcos a vapor Koenigstein e Caribia deixaram a Alemanha nazista e atracaram na Venezuela. Um refugiado judeu comentou no jornal venezuelano La Esfera: "Imagine nossa alegria de estar livre e longe de uma terra em que tudo nos ameaçou com a morte. É uma ocorrência tão sagrada, uma vez que fomos expulsos da Alemanha e você nos abraçou."
Em 1950, apesar das restrições à imigração, havia cerca de 6 mil judeus na Venezuela. [3] As maiores ondas de imigração ocorreram após a Segunda Guerra Mundial e a Guerra dos Seis Dias de 1967, quando um grande afluxo de judeus sefarditas do Marrocos chegou e se estabeleceu principalmente na capital de Caracas. A população judaica na Venezuela chegou a 45.000, em grande parte centrada em Caracas, mas com concentrações menores em Maracaibo. A maioria dos judeus da Venezuela é de primeira ou segunda geração. A Venezuela era hospitaleira com a vida judaica, e os judeus "desenvolveram laços profundos com o país e um forte senso de patriotismo", aculturando-se e estabelecendo-se em um "relacionamento confortável de 'viver e deixar viver' com o governo".
Eles desenvolveram uma impressionante infra-estrutura comunitária construída em torno de uma organização central, a Confederação de Associações Israelitas da Venezuela (CAIV), com a qual o Comitê Judaico Americano assinou um acordo de associação no ano passado, quinze sinagogas (todas exceto uma ortodoxa) e, talvez mais marcante de tudo, um campus judeu completo, Hebraica. Combinando creches e creches judaicas, um clube de campo, centro cultural, um cenário verdejante e atividades esportivas abrangentes, a Hebraica serve como foco para grande parte da comunidade.
Os resultados desses esforços comunitários falam por si. A comunidade é muito unida, uma esmagadora maioria das crianças judias freqüenta escolas judaicas, o nível de participação é alto, a identificação com Israel é intensa e os índices de casamentos entre eles são baixos em comparação com os Estados Unidos ou a Grã-Bretanha.
O que é igualmente impressionante em falar com os judeus da Venezuela, na medida em que as generalizações são possíveis, é um orgulho óbvio em ser venezuelano. Não só eles continuam a apreciar o refúgio que o país proporcionou - os judeus tendo vindo em busca de segurança e oportunidade - mas também reconhecem o histórico de tolerância e relativa ausência de antissemitismo no pós-guerra, bem como seu apoio à guerra de 1947. Resolução da ONU pedindo o estabelecimento de um estado judeu.